# Supper's Ready
Pistes de Foxtrot
Horizons
(5)
Supper's Ready est une chanson du groupe de rock progressif Genesis, sortie en 1972 sur l’album Foxtrot. Cette pièce musicale, d'une durée de vingt-deux minutes et cinquante-trois secondes, est jouée régulièrement en concert et mis en scène par le groupe et par Peter Gabriel (chanteur) durant les années qui suivent la sortie de l’album. Elle devient, peu à peu, emblématique du rock progressif et est reconnue comme une des pièces maîtresse de l'histoire du rock. Le titre est particulièrement apprécié pour sa complexité, son harmonie et son mystère lui procurant une atmosphère surnaturelle.
La pièce est, en fait, une sorte de pot-pourri composé de sept chansons plus courtes mais qui s’insèrent dans l’œuvre d’ensemble avec des mélodies récurrentes et des paroles racontant une histoire globale. En concert, le groupe a pour habitude de jouer cette pièce dans son intégralité.
Elle est écrite par le groupe entier. Dans diverses entrevues, Tony Banks déclare avoir commencé à écrire certaines progressions de clavier alors qu'il était encore à l'université ; Peter Gabriel a écrit une grande partie des paroles, et Phil Collins a beaucoup contribué aux arrangements et aux transitions d'une partie à une autre.

## Thèmes et composition

### Enregistrement
Pour l'album Foxtrot, Steve Hackett insiste pour que le groupe fasse l'acquisition d'un mellotron, permettant d'élargir leur palette sonore. Tony Banks et Steve achètent donc le modèle Mk. II au groupe King Crimson. Il s'agit d'un des trois mellotrons qui ont servi sur l'album In the Court of the Crimson King,.
Divers endroits sont utilisés pour les répétitions et la composition, mais la majeure partie est conçue à l'école de danse Una Billings à Shepherd's Bush, un quartier à l'ouest de Londres. Installé dans un ancien réfectoire, le groupe doit subir les répétitions de filles à l'étage qui apprenaient les claquettes.
Le groupe divise l'enregistrement du morceau en plusieurs parties, reliées ultérieurement par des fondus enchaînés. Cette technique permet au membres de se concentrer sur chaque section pendant trois ou quatre minutes et d'obtenir ainsi la meilleure performance possible, en plus d'apporter des sons différents pour chaque partie, plutôt que de jouer la pièce en une seule fois avec un son uniforme et continu. Il faut à peu près deux semaines au groupe pour assembler les parties et donner vie au morceau.

### Musique
La pièce est fortement appréciée par les amateurs de Genesis grâce à sa nature épique et son apogée lors de « Apocalypse in 9/8, » et plus particulièrement grâce à la voix chargée d’émotion de Peter Gabriel à la fin de la dernière partie. Se référant à son récit de lutte entre le Bien et le Mal, Peter Gabriel déclare avoir « littéralement chanté pour sa vie » ; par opposition, Steve Hackett concède s'être « simplement évertué à jouer les notes justes ».

## Sections

### I: Lover's Leap(0:00 - 3:47)
La suite commence par une ballade bucolique à trois guitares à douze cordes (Steve Hackett, Tony Banks et Mike Rutherford), avec la partie vocale démarrant dès la première seconde, sans introduction musicale, et chantée à l'unisson par Peter Gabriel et Phil Collins. Viennent ensuite la flûte traversière, le piano électrique (Hohner) et la pédale basse. Les seules percussions utilisées sont le triangle, les cymbales et des cloches. Selon le livre d'Armando Gallo, I know what I like, Peter Gabriel se serait inspiré d'une expérience qu'il a vraiment vécue avec sa femme Jill à l'époque. Alors qu'ils étaient assis confortablement au salon, Peter aurait vu le visage de son épouse changer et être remplacé par un visage étranger, ce qui l'aurait bouleversé et il aurait alors pris des bâtons pour former une croix afin de chasser cet esprit malveillant.

### II: The Guaranteed Eternal Sanctuary Man(3:48 - 5:43)
La fin de la section comprend un court couplet chanté par huit enfants qui ont été recrutés dans la rue pour 10 shilling britannique.

### III: Ikhnaton and Itsacon and Their Band of Merry Men(5:44 - 9:42)
Le début de cette section est une reprise des premières mesures de Lover's Leap, la mélodie jouée à la flute. Il s'ensuit un long solo de guitare de Steve en tapping, reproduite en même temps par Tony à l’orgue Hammond avant d’être ramené à une pause vers un passage plus lent et doux.

### IV: How Dare I Be So Beautiful?(9:43 - 11:04)
Le titre de cette section fait référence au producteur de Genesis, Jonathan King, qui se regardait dans le miroir et disait « How Dare I Be So Beautiful? » (littéralement « comment j'ose être si beau ? »). Peter Gabriel trouve alors que ce serait un excellent titre permettant de faire référence à Narcisse.

### V: Willow Farm (an unrelated interlude.)(11:05 - 15:36)
Cette section débute par les paroles de Gabriel sur un ton incrédule : « A flower? ». Willow Farm est caractérisée par un changement abrupt de tonalité et de rythme. Le chanteur raconte que la ferme Willow est un endroit rempli de confusion où tout le monde ment : « Open your eyes, it's full of surprise, everyone lies ». Peter Gabriel raconte l'histoire tout en faisant référence à la chanson The Musical Box ainsi qu'à la pochette de l'album Foxtrot dans les paroles : « Like the fox on the rocks, and the Musical box ». On peut aussi y entendre Phil Collins chanter quelques phrases afin d'appuyer les propos de Gabriel : « Fly away you sweet little thing, they're hard on your tail » ou « They're going to change you into a human being! ». Cette section était d'abord prévue pour être une seule chanson par Peter. Le thème, les paroles et la musique semblent hors contexte avec le reste du morceau, mais permettent d'ajouter un moment plus léger et lumineux au milieu de la pièce. La section comporte elle-même deux parties, divisées par le son d’un train et l’annonce « all change! ». C'est Steve Hackett qui propose à Peter d'ajouter un son de portes de trains se refermant en guise de transition.

### VI: Apocalypse in 9/8 (Co-Starring the Delicious Talents of Gabble Ratchet)(15:36 - 20:50)
La partie instrumentale est au rythme 9/8, donnant son nom à cette section. Après le solo de clavier de Tony Banks, le son devient plus orchestral et atteint un summum au moment où Peter prononce les mots « 666 is no longer alone! ». Au départ contestée par Tony car jugeant que cela gâchait le son du clavier, il réalise vite que le chant de Gabriel amène beaucoup d'insisté dans les accords.
Cette section fait beaucoup de références à la bible, principalement au Livre de la Révélation, le 666 ou encore les soldats de Magog. La section se termine avec un répit musical au Mellotron amenant vers la grande finale chantée par Peter.

### VII: As Sure As Eggs Is Eggs (Aching Men's Feet)(20:51 - 22:54)
La fin du morceau fait référence à la nouvelle Jérusalem. Le thème de Guaranteed Eternal Sanctuary Man est repris, puis le titre se termine avec un fondu sonore.

## Interprétations en concert

### Discours introductif
La pièce est généralement introduite par un discours de Gabriel dont voici la transcription en version originale :

« Old Michael walked past the petshop which was never open into the park which was never closed. And in the park was a very smooth, clean, green grass. So Michael took off all his clothes and began rubbing his flesh into the wet, clean green grass. He accompanied himself with a little tune. It went like this : (Peter Gabriel émet alors des sons étranges). Beneath the ground, the dirty brown writhing things called worms interpreted the pitter-patter from above as rainfall. Rainfall in worm-world means two things : mating and bath time. Both of these experiences were found enjoyable to the worm colony simultaneously. And within seconds, the entire surface of the park was a mass of dirty, brown, soggy, writhing forms. He was too pleased, old Michael, and he began whistling a tune this time to accompany himself : (Peter Gabriel siffle une petite mélodie). Jerusalem Boogie to us perhaps, but to the birds it meant: the supper is ready! »

Traduction française :

« Le vieux Michael passa à côté de l'animalerie qui n'était jamais ouverte dans le parc qui n'était jamais fermé. Dans le parc, il y avait de l'herbe verte très douce et très propre. Michael enleva tous ses vêtements et commença à frotter sa chair dans l'herbe verte humide et propre. Il s'accompagna lui-même en fredonnant une petite chanson. Elle allait comme suit : (Peter Gabriel émet alors des sons étranges). Sous le sol, les choses brunes et sales appelés vers interprétèrent le bruit venant d'en haut comme de la pluie. Dans le monde des vers, la pluie signifie deux choses : la reproduction et le temps de se laver. Chacune de ces expériences étaient vraisemblablement appréciées par la colonie de lombrics. En quelques secondes, la surface totale du parc était recouverte d'une masse de créatures brunes, sale et ternes. Comblé, le vieux Michael commença à siffler une petite chanson cette fois pour s'accompagner : (Peter Gabriel siffle une petite mélodie). Jerusalem Boogie pour nous peut-être, mais pour les oiseaux cela voulait dire : le souper est prêt ! »

### Costumes
Peter Gabriel utilise les longues parties instrumentales de cette pièce pour changer régulièrement de costume. Pour l'ensemble du concert, Gabriel a les cheveux longs avec une large bande rasée au-dessus du front (sur la fin de la tournée, il se rase également les tempes). Il porte un maquillage autour des yeux qui ne réagit qu'aux lumières noires, ce qui donne l'impression, lorsque les néons UV sont allumés, qu'il porte un masque. Le reste de son visage est peint en blanc. Au début de Supper's ready, il porte un costume noir, qu'il vient agrémenter en cours de chanson d'une couronne d'épine. Pour la section Willow Farm Peter se coiffe d'un « chapeau » qui entoure sa tête de pétales jaunes (les premiers mots de cette section sont « A flower? »). Lors de Apocalypse in 9/8 , Peter disparait un long moment pour revenir dans une grande cape noire. Il porte alors une sorte de « casque » rouge aux formes géométriques qui lui laisse un trou en forme de losange pour voir et chanter (une image de cette scène est visible sur la pochette de l'album Genesis Live de 1972). Ce costume serait celui de Magog, l'allié du mal dans le livre de la Genèse. Pour la dernière section, Peter saute littéralement hors de sa cape au milieu d'un éclair d'étincelles et se retrouve affublé d'un costume blanc immaculé. Pour les derniers instants de la chanson, il saisit un tube blanc, les lumières baissent et seul Peter, son tube et son maquillage brillent sous les lumières noires. La pièce finit en fondu de fermeture.

## Versions et reprises
- Lors des rééditions dans les années 2000, la chanson est remixée (avec le reste du catalogue officiel du groupe) par Nick Davis. La nouvelle version comporte dix secondes supplémentaires sur le fondu final de la chanson, passant de 22:54 à 23:04.
- Après le départ de Peter Gabriel en 1975, Phil Collins reprend une partie de la section As sure As Eggs is Eggs dont le texte ne contient que deux phrases : « There's an angel standing in the sun » suivi de « Free to get back home », intégrée dans le titre Los Endos, tiré de l'album de Genesis A Trick of the Tail, sorti en 1976.
- La chanson est interprétée dans son intégralité avec Phil Collins au chant (et à la batterie dans la partie instrumentale Apocalypse in 9/8) et Chester Thompson à la batterie sur l'album en concert Seconds Out de Genesis sorti en 1977[8].
- Les sections Apocalypse in 9/8 et As Sure As Eggs Is Eggs (Aching Men's Feet) sont incorporées dans un pot-pourri commençant par In the Cage et In That Quiet Earth au cours de la tournée américaine de 1986[9]. On peut l'entendre sur le concert du 14 octobre au Forum de Los Angeles diffusé à la radio[10].
- La section Lovers Leap est reprise en version acoustique lors de la tournée 1998-1999 de Genesis avec Ray Wilson au chant[11].
- Ce dernier reprend cette section sur ses albums Unplugged (2001)[12] et Live (2005)[13].
- La chanson est reprise en concert dans son intégralité par les groupes hommage The Musical Box[14] et The Watch[15].
- Steve Hackett, ancien guitariste du groupe, interprète la chanson en concert dans son intégralité. Elle figure aussi sur ses albums Genesis Revisited II (2012)[16], Genesis Revisited: Live At Hammersmith (2013)[17] et Genesis Revisited: Live At The Royal Albert Hall (2014)[18].

## Musiciens
- Peter Gabriel : chant, flûte traversière, tambourin
- Steve Hackett : guitare électrique, guitare 12 cordes
- Mike Rutherford : guitare électrique, guitare 12 cordes, basse
- Tony Banks : piano, piano électrique, orgue Hammond, mellotron, guitare 12 cordes
- Phil Collins : batterie, percussions, chœurs, seconde voix sur Lover's Leap